# 目黒区立図書館
目黒区立図書館（めぐろくりつとしょかん）は、東京都目黒区にある公立図書館。

## 概要
中央館である八雲中央図書館のほか、7つの分館が設置されている。在住・在勤（在学）者でなくても、利用や借り出し利用カードを作成し、図書館資料を借りる（禁帯は除く）ことが出来る。
一般図書は914,958冊所蔵する。（平成29年度末）
八雲中央図書館
八雲1丁目1番1号 めぐろ区民キャンパス内
大橋図書館
大橋1丁目5番1号 クロスエアタワー9階
中目黒駅前図書館
上目黒2丁目1番3号 中目黒GTプラザ地下1階
目黒区民センター図書館
目黒2丁目4番36号 目黒区民センター内
守屋図書館
五本木2丁目20番15号
八雲中央図書館開館までは中央館だった。呼称は個人名（守屋善兵衛）に由来する。
目黒本町図書館
目黒本町2丁目1番20号 南部地区センター2階
洗足図書館
洗足2丁目8番26号
緑が丘図書館
緑が丘2丁目14番23号 緑が丘コミュニティーセンター本館1階
公立図書館としては漫画に対して比較的理解があり、どの図書館でもそれなりの蔵書を設置しているのも特徴。利用した本は必ずしも元の図書館に返す必要はなく、目黒区に存在する8つの図書館でならどこに返却しても良い（例外有）。

## 沿革
- 1940年（昭和15年） - 守屋善兵衛（元台湾日日新報・満洲日日新聞社長）の遺族が宅地と居宅の一部を目黒区に寄贈。
- 1941年（昭和16年）12月 - 守屋記念館開館。
- 1947年（昭和22年）10月 - 目黒区立図書館柿之木坂文庫開館。
- 1949年（昭和24年）1月 - 目黒区立図書館宮ケ丘文庫開館。
- 1950年（昭和25年） - 児童巡回文庫開始。
- 1952年（昭和27年）4月 - 守屋図書館開館、柿之木坂文庫・宮ケ丘文庫・巡回文庫廃止。
- 1958年（昭和33年）9月 - 守屋図書館新築開館。
- 1970年（昭和45年）4月 - 大橋図書館開館。
- 1971年（昭和46年）3月- 守屋図書館改装開館。
- 1974年（昭和49年）8月 - 緑が丘図書館、目黒区民センター図書館開館。
- 1977年（昭和52年）5月 - 中目黒駅前図書館開館。
- 1981年（昭和56年）12月 - 目黒本町図書館開館。
- 1988年（昭和63年）7月 - 洗足図書館開館。
- 1990年（平成2年）1月 - 大橋図書館改修開館。大橋2丁目16番34号
- 1991年（平成3年）7月 - 守屋図書館新築開館。
- 1993年（平成5年）4月 - 目黒区民センター図書館改修開館。
- 1994年（平成6年）4月 - 緑が丘図書館改修開館。
- 2002年（平成14年）6月1日 - 中目黒駅前図書館移転開館、守屋図書館改修開館。
  - 9月20日 - 八雲中央図書館が開館。
  - 9月 - 図書館ホームページ開設。
- 2005年（平成17年）4月 - 貸出返却業務の民間委託開始。
- 2013年（平成25年）2月12日 - 大橋図書館移転開館。
- 2015年（平成27年）4月 -八雲中央図書館を除く分館7館を全面委託[2]。